# Homalophora metae
Homalophora metae är en tvåvingeart som beskrevs av Charles Hamilton Seevers 1941. Homalophora metae ingår i släktet Homalophora och familjen puckelflugor.
Artens utbredningsområde är Colombia. Inga underarter finns listade i Catalogue of Life.